# Cosmochthonius desaussurei
Cosmochthonius desaussurei är en kvalsterart som beskrevs av Sandór Mahunka 1982. Cosmochthonius desaussurei ingår i släktet Cosmochthonius och familjen Cosmochthoniidae. Inga underarter finns listade i Catalogue of Life.